# Bernhard Winking
Bernhard Johann Winking (* 25. August 1934 in Osnabrück) ist ein deutscher Architekt, Stadtplaner und emeritierter Hochschullehrer.

## Leben
Winking absolvierte zunächst eine Maurerlehre in Schüttorf. Es folgte von 1956 bis 1958 ein Grundstudium als Hochbauingenieur an der Höheren Technischen Lehranstalt (HTL) in Münster. Im Anschluss war er als Architekt im Büro von Gerhard Graubner in Aachen für das Stadthaus am Katschhof und an dessen Bürostandort in Hannover für das Stadttheater Wuppertal tätig. Für sein Architekturstudium wechselte er 1961 nach Hamburg an die Staatliche Hochschule für Bildende Künste (HfBK), wo er bei Werner Hebebrand und auf Anraten von Gerhard Graubner bei Godber Nissen studierte. Winking beeindruckte Nissens Ansatz, durch detaillierte Fragen zum Kern der Aufgabe vorzudringen. Godber Nissen hatte während des Studiums in Hamburg bei Gustav Oelsner, Karl Schneider und dem jungen Werner Kallmorgen gearbeitet und vermittelte Winking seinen Respekt vor den großen Wohnungsbauprojekten der Hamburger Zwischenkriegszeit. Eine weitere Referenz bildet der Aspekt der Einfachheit in den Arbeiten Heinrich Tessenows, bei dem Nissen selbst an der TU Berlin studiert hatte. In der zeitgenössischen Architektur faszinierte Winking die Architektur der dänischen Moderne. Als wichtige Referenzen führt Winking vor allem die Architektur Kay Fiskers, Arne Jacobsens und Jørn Utzons an.
Das internationale Symposium der TU Berlin zur Sanierung der Spandauer Altstadt von 1964 brachte Winking erstmals mit städtebaulichen Analysen in Kontakt und begründete sein Interesse an Diagrammen und dem architektonischen Kontext. 1962 arbeitete er für die Arbeitsgemeinschaft der Hamburger Architekten Konstanty Gutschow und Godber Nissen an den Bauten der Medizinischen Hochschule Hannover mit. Einfluss auf Winkings Verständnis der Moderne nahm auch sein Konstruktionsprofessor Paul Schneider-Esleben, der ab 1961 an der HfBK lehrte. Die Verflechtungen von Städtebau und Freiraumplanung vermittelte ihm der in der Nachkriegszeit vielbeschäftigte Landschaftsarchitekt Gustav Lüttge. Und unter Einfluss des Rotterdamer Publizisten, Team-10-Mitglieds und Architekten des Wiederaufbaus Jacob Bakema erweiterte sich der Unterricht des Städtebaus an der HfBK um eine sozialkritische und politische Stoßrichtung. Nach seinem Diplom mit Auszeichnung 1965 an der HfBK begann Winking dort seine Dozententätigkeit am Lehrstuhl für Entwurf und Gebäudelehre. Nach einer Vertretungsprofessur am Lehrstuhl von Godber Nissen von 1971 bis 1972 lehrte Winking von 1978 bis 2003 an der Hamburger Hochschule für Bildende Künste als Professor für Bauplanung.
Von 1972 an bekleidete Winking ein Vorstandsamt im Hamburger Bund Deutscher Architektinnen und Architekten (BDA), das er nach 16 Jahren 1988 abgab. Aufgrund seiner Tätigkeit auf dem Gebiet der Stadtplanung wurde Winking 1982 als Mitglied in die Deutsche Akademie für Städtebau und Landesplanung berufen. Zwischen den Jahren 1998 und 2008 engagierte er sich ehrenamtlich bei zehn Sommerakademien für Studenten in der rumänischen Stadt Cluj. In der Volksrepublik China umfassten seine Lehrtätigkeiten eine Gastprofessur für Architectural Design and Urban Design am Taiyuan Institute of Architecture, Design and Research in Hangzhou, sowie zahlreiche Vorträge in Wuhan, Shanghai und Peking. In Hamburg engagierte sich Winking im Vorstand der Initiative des Hamburger Architektursommers e.V. für die Veranstaltungsreihe der Jahre 2009 und 2012.

## Auszeichnungen
- 1967: Fritz-Schumacher-Förderpreis der Freien und Hansestadt Hamburg
- 1982: Berufung in die Deutsche Akademie für Städtebau und Landesplanung[5]
- 2016: Fritz-Schumacher-Preis der Freien und Hansestadt Hamburg[6]
- Mehr als 110 erste Preise in Wettbewerben und konkurrierenden Verfahren[7]
- Mehr als 30 prämierte Bauten[7]

## Veröffentlichungen (Auswahl)
- Bernhard Winking Architekt. Bauten und Projekte 1968–94. Dölling & Galitz, Hamburg 1994, ISBN 3-926174-94-3.
- Von Form redet man nicht, die entsteht, wenn alles stimmt. In: Godber Nissen. Ein Meister der Nachkriegsmoderne. Dölling & Galitz, Hamburg 1995, ISBN 3-930802-03-1.
- Das Palais am Pariser Platz. Hrsg. Jürgen Tietz, Verlag für Bauwesen, Berlin 1999, ISBN 3-345-00689-8.
- Architektur und Stadt. Archictecture and the City. Birkhäuser, Basel 1999, ISBN 0-8176-5927-7.
- Einwirkungen durch bauliche Veränderungen und Nutzungsänderungen. In: Dieter Schädel (Hrsg.), Leben mit den Bauten Fritz Schumachers. Sautter + Lackmann, Hamburg 2006, ISBN 3-88920-055-9.
- Ziegel – ein moderner Baustoff? In: Backstein Baukunst, Deutsche Stiftung Denkmalschutz, Monumente Publikation 2007.
- Chance am Ziegelsee vertan. In: Schwerin meine Stadt, Zukunftswerkstatt Schwerin e.V. 2012.
- Ziegel, der rote Faden, der sich durch mein Leben zieht. In: Backstein Baukunst, Band 5, Deutsche Stiftung Denkmalschutz, Monumente Publikation 2015.
- Dänische Referenz. Eigenverlag, Hamburg 2019.[8]